# Nyírmártonfalva

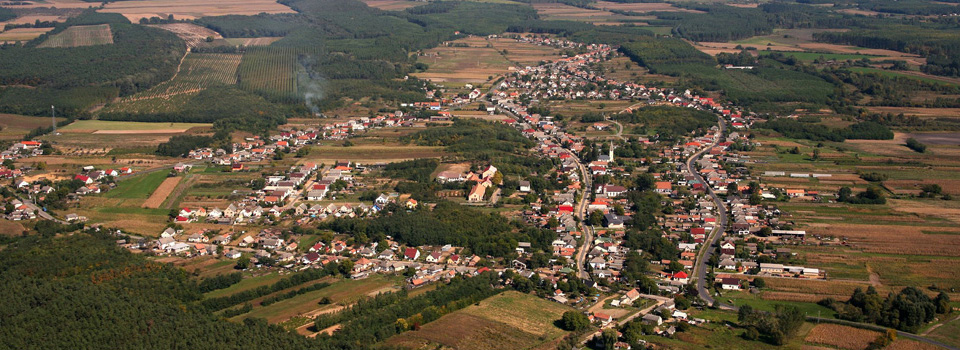
Nyírmártonfalva település címereLégifotó Nyírmártonfalva

Nyírmártonfalva község Hajdú-Bihar vármegyében, a Nyíradonyi járásban.

## Fekvése
A vármegye északi részén helyezkedik el, a Dél-Nyírségben, a kies, homokbuckás-erdős Ligetalján, Debrecentől 27 kilométerre északkeletre.
A szomszédos települések: észak felől Nyíradony, kelet felől Nyíracsád, dél felől Vámospércs, délnyugat felől Debrecen Haláp és Nagycsere nevű, külterületi városrészei, északnyugat felől pedig Nyíradony-Tamásipuszta. Nyugat felől a legközelebbi település Hajdúsámson, de közigazgatási területeik kevés híján nem határosak.
Ma a település lélekszáma megközelítőleg 2000 fő, nagysága 57,48 km2. A közigazgatási terület földminősége 7,6 átlagos aranykorona értékű, talaja jellemzően homoktalaj. A főbb mezőgazdasági termékei: gabonafélék, zöldségfélék, és a gazdasági haszonfák különböző fajai-fajtái. 

### Megközelítése
Ma csak közúton közelíthető meg, Vámospércs vagy Nyíracsád érintésével, a 4905-ös úton. A megyeszékhelyről Vámospércsen érhető el a legegyszerűbben, a 48-as főút felől egy 7 kilométeres letéréssel.
Évtizedekkel ezelőtt még érintette a Debrecen-Nyírbéltek közti keskeny nyomtávú vasútvonal is, melynek itteni szakaszát az 1970-es években elbontották, de egyes újabb keletű tervek szerint a közeljövőben épp e településig építenék vissza.

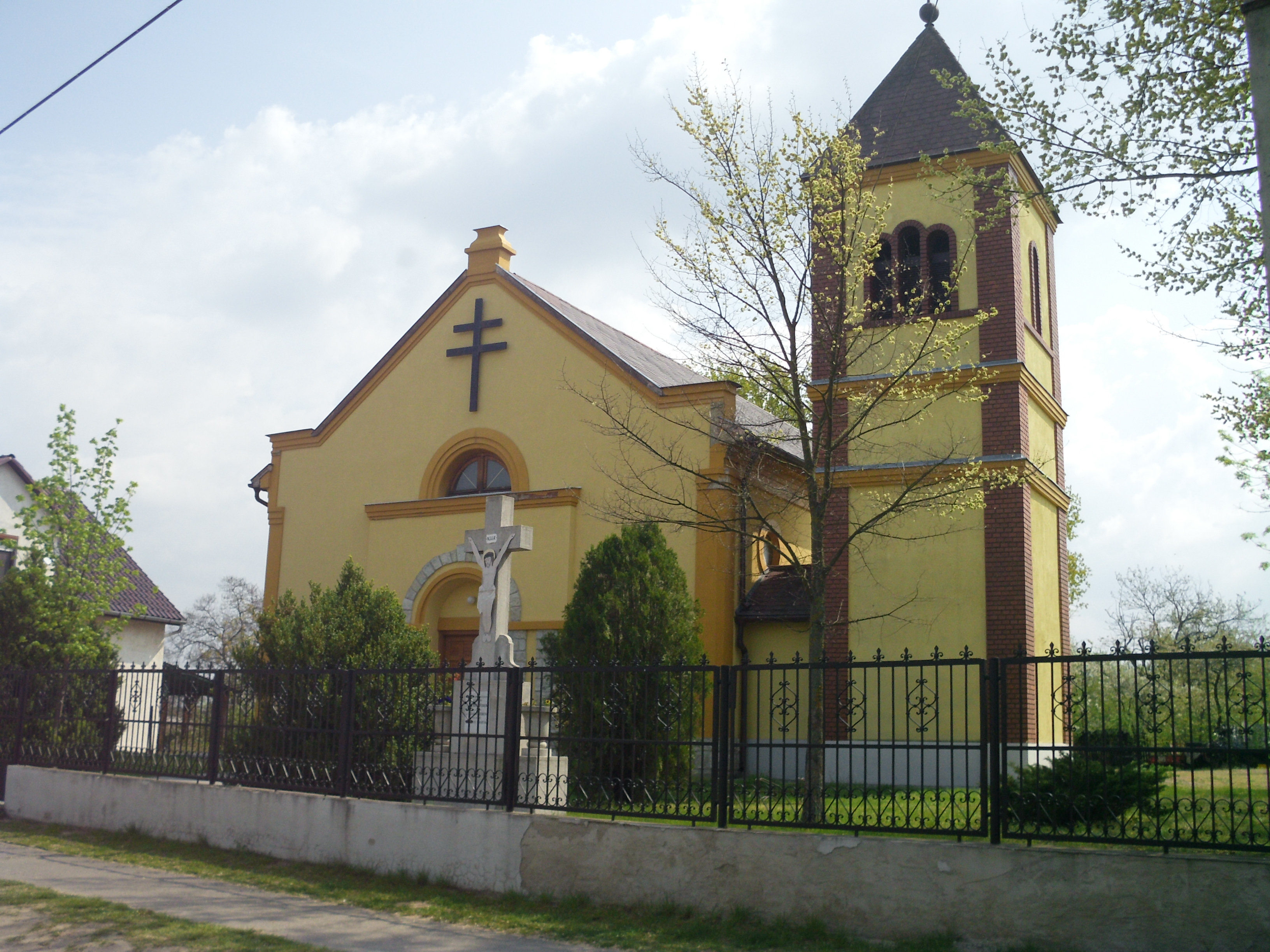
Görög katolikus templom Nyírmártonfalva
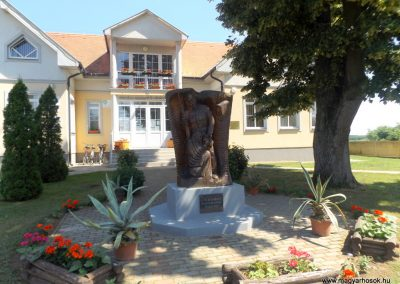
Nyírmártonfalva I. világháborús emlékmű
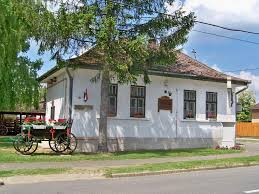
Falumúzeum Nyírmártonfalva

## Története
Mártonfalva neve az ismert írott forrásokban a 15. század közepe táján bukkan fel először, mégpedig a Kállay család egyik oklevelében. 1461-ben már a Parlaghy család volt a település földesura. A 18. század második felében, illetve a 19. század első felében a báró Vécsey, Kálmánczhelyi, Morvay, Nagy, Pozsgay, Jánky, Krucsay, Újfalussy családoknak volt itt birtoka. A 20. század elején báró Vécsey József, Újfalussy Endre, Reviczky József, Darvas Béla, Madarász Sándor, Debrecen városa és Szabó János örökösei birtokolták a települést. Gúth, Bagos és Mártonfalva pusztái is a településhez tartoztak. Bagos és Gúth egykor község volt, de a török időkben elpusztultak, templomaik rommaradványai még a 20. század elején is láthatók voltak.
A mai község határához is tartozó Guti erdő erdőbirtok volt, melyben előbb egy (Gut), majd birtokosztályok következtében két falu (Kisgut, Nagygut) települt meg.  A település jelenlegi helyén parlagi örökösök építették az első tanyákat. Református vallásúak voltak, a földeken dolgozó cselédek, csőszök jórészt katolikusok.  A XIX. század elejétől egyre nagyobb számban telepedtek le a katolikusok. Az 1830-as években a falu lélekszáma 150-200 fő között lehetett, fejlődése folyamatosnak tekinthető. 
Turisztikai és természetvédelmi szempontból is jelentős a település közigazgatási területéhez tartozó, a községet északról határoló Gúti erdő, melyet Bocskai István erdélyi fejedelem telepített a homokot jól tűrő tölgyekből. Itt halad át az Alföldi Kék Túra nyomvonala. Az erdő büszkesége a kétszáz éves „Hubertus tölgy” nevezetű kocsányos tölgy is, mely 1939 óta védett. A különleges rendeltetésű vadászterület először 1991-ben, majd 2002-ben elejtett dámbika világrekordjáról lett nevezetes.

### Gúth
Gúth az 1332-es pápai tizedlajstromban már ma ismert alakjában volt olvasható, később pedig két külön községként, Kis-Gúth és Nagy-Gúth néven volt szerepelt. 1482-ben Alsó-Gút neve is említve van. 1430-ban a Kállayak és az olnodi Czudar család, 10 évvel később pedig a Rozgonyi család tagjai veszik zálogba a Czudarok birtokát. 1447-ben a gúthi Országh család birtoka volt. 1482-ben az Atyay család, két évvel később pedig az eszlári és pinczi Jonhos család volt itt birtokos.
A 20. század elején az egész Gúth puszta Debrecen városáé volt.

## Közélete

### Polgármesterei

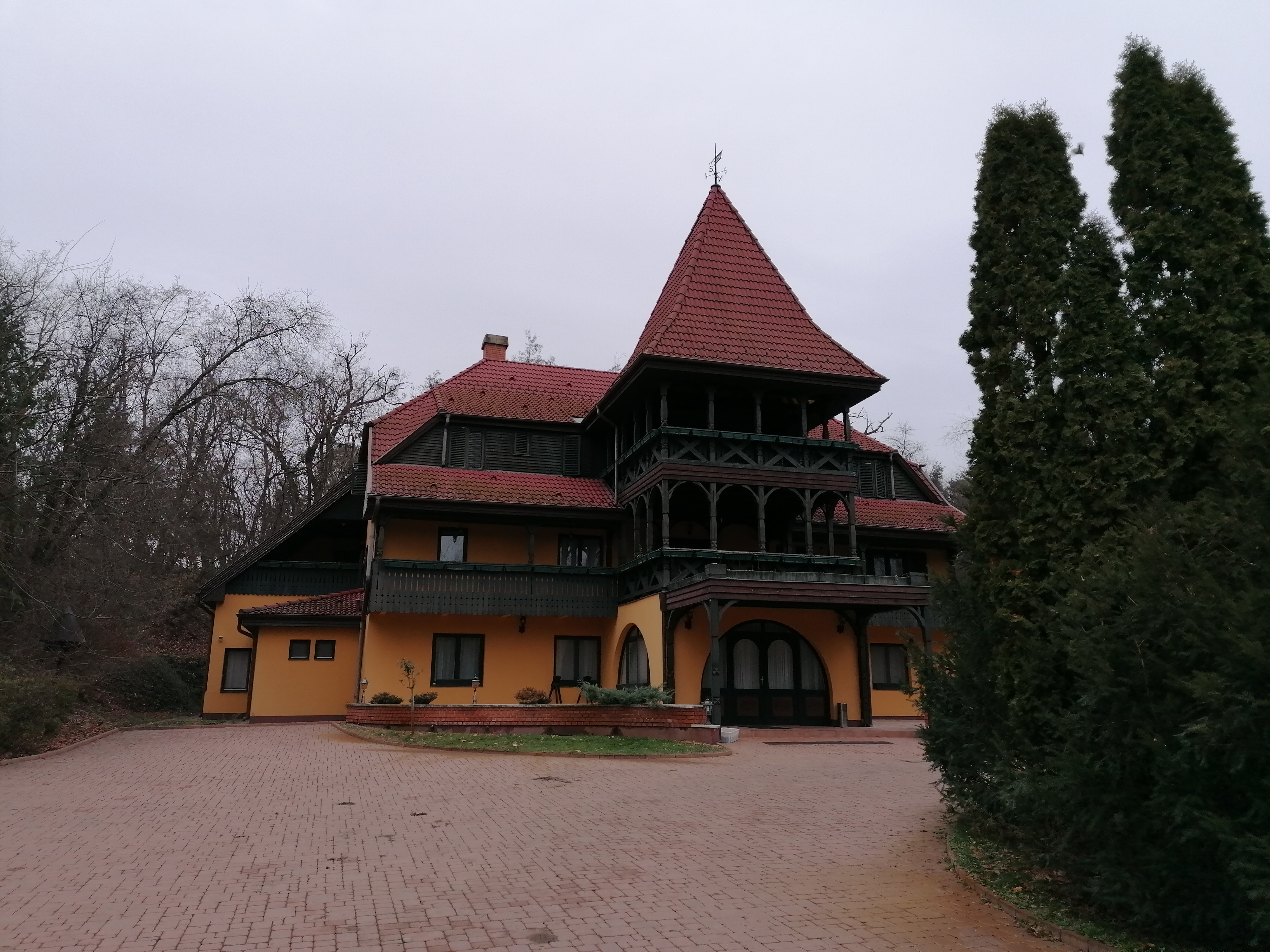
Vadászház - Gúth

| Időszak   | Polgármester       | Párt        | Megjegyzés |
| --------- | ------------------ | ----------- | ---------- |
| 1990–1994 | Antal Gábor        | független   |            |
| 1994–1998 | Antal Gábor        | független   |            |
| 1998–2002 | Antal Gábor        | független   |            |
| 2002–2006 | Antal Gábor        | független   |            |
| 2006–2010 | Kövér Mihály Csaba | MSZP        |            |
| 2010–2014 | Kövér Mihály Csaba | MSZP        |            |
| 2014–2019 | Kövér Mihály Csaba | MSZP        |            |
| 2019–2024 | Filemon Mihály     | Fidesz-KDNP |            |
| 2024–     | Kövér Mihály Csaba | független   |            |

## Népesség
A település népességének változása:
| Lakosok száma | 2061 | 2068 | 2034 | 1955 | 1856 | 1847 | 1855 |
|               | 2013 | 2014 | 2015 | 2021 | 2022 | 2023 | 2024 |

2001-ben a település lakosságának közel 100%-a magyar nemzetiségűnek vallotta magát, de kisebb roma közösség is él itt, kb. 50 fő.
A 2011-es népszámlálás során a lakosok 90,8%-a magyarnak, 1,7% cigánynak mondta magát (9,1% nem nyilatkozott; a kettős identitások miatt a végösszeg nagyobb lehet 100%-nál). A vallási megoszlás a következő volt: római katolikus 10,3%, református 30,4%, görögkatolikus 32,5%, felekezeten kívüli 9,8% (16,3% nem válaszolt).
2022-ben a lakosság 86,7%-a vallotta magát magyarnak, 2,3% cigánynak, 0,4% ukránnak, 0,2% szlovénnek, 0,2% németnek, 0,2% románnak, 0,1% örménynek, 0,1% szerbnek, 2,2% egyéb, nem hazai nemzetiségűnek (13% nem nyilatkozott; a kettős identitások miatt a végösszeg nagyobb lehet 100%-nál). Vallásuk szerint 21,6% volt református, 5,9% római katolikus, 25,1% görög katolikus, 0,6% egyéb keresztény, 0,5% egyéb katolikus, 0,1% evangélikus, 0,1% ortodox, 7,1% felekezeten kívüli (38,9% nem válaszolt).

## Nevezetességei
- Református temploma - 1867-ben épült
- Görögkatolikus temploma - 1957-1960 között épült[14][15]
- Itt volt a Zsuzsi-vonat egyik állomása (külső végállomása Nyírbélteken volt).
- Első világháborús emlékszobor
- Gúthi vadászház
- Reveczky kastély
- Melánia kastély
- Vay kúria
- Balkányi kúria
- Falumúzeum (Kossuth utca 33.)
- Szent Margit római katolikus templom - 2017-ben épült.
- Lombkoronasétány, amely körül (még építése során) teljesen kivágták az erdőt. 2023-ban, Filemon Mihály polgármestersége idején készült.[16]
- Nagy Gábor helyi lakos rendszámtáblagyűjteménye.

## Kulturális élet
- Kökényes Néptánccsoport: 2013 márciusában alakult Nyírmártonfalván, pár lelkes fiatal részvételével. Nevüket a település határában lévő, Kökényes nevezetű jellegzetes területről vették. A tánccsoport nemcsak a hagyomány és a néptánc képviselője, hanem a közösségi élet egyik fő középpontja a településen, részt vesznek a Falumúzeum által szervezett rendezvényeken, szüreti báli szekerezéseken, falunapon, idősek napján, és egyéb kulturális rendezvényeken is. Művészeti vezetőjük Nagy Béla, aki a fülöpi Búzavirág oktatója is, valamint aktív táncosa a Debreceni Retrózsa csoportnak.

## Híres emberek
- Itt született 1878-ban Friedreich Endre történetíró, kegyesrendi tanár.
- Itt született 1912. március 9-én Csatári-Szüts Kálmán növénynemesítő.
- Nagy Marianna fotóművész, természetfotós